# Gonomyodes tacoma
Gonomyodes tacoma là một loài ruồi trong họ Limoniidae. Chúng phân bố ở miền Tân bắc.